# IC 4652
IC 4652 — галактика типу Sb (компактна витягнута галактика) у сузір'ї Жертовник.
Цей об'єкт міститься в оригінальній редакції індексного каталогу.